# 宋彭生
宋彭生（1937年7月—），男，河北秦皇岛人，中华人民共和国政治人物，曾任九三学社中央委员会常务委员、青海省委员会主任委员，青海省人大常委会副主任，第八届全国人大代表。